# Vervenerswoning (Valthermond)
De vervenerswoning aan het Zuiderdiep 22 in de Drentse plaats Valthermond is een monumentaal pand, dat in 1916 werd gebouwd.

## Beschrijving
In 1916 gaven de vervener Freerk Kamst en zijn vrouw Henderika Beekman de opdracht aan de aannemer Kleinenberg om een woning annex winkel en kantoor te bouwen aan het Zuiderdiep in Valthermond. In het kantoor werden de lonen van de veenarbeiders uitbetaald. De vrouw van Kamst zorgde voor de winkel die tevens dienstdeed als een zogenaamde "stille knip", een illegale kroeg. Tijdens de veenbrand van 1917 bleef deze woning als een van de weinigen in Valthermond en omgeving gespaard doordat de veenarbeiders het pand nat hielden.
De woning heeft een asymmetrische voorgevel. Naast de toegangsdeur met ervoor een stoep bevindt zich links een driedelig venster en rechts een tweedelig venster. vensters en deuren zijn voorzien van bovenramen. De bovenverdieping is een zogenaamde halfverdieping, ook wel mezzanino genoemd. Deze verdieping heeft ter weerszijden van een groot venster in het midden, kleine rechthoekige vensters. De boogvelden boven deze vensters en boven de vensters van de begane grond en boven de entree zijn voorzien van krulachtige decoraties. Aan de rechterzijde is boven het nummerbord een naamplaat aangebracht met de tekst P. Hollander, vervener. Het aangebouwde achterhuis dateert uit het jaar 1929.
In het interieur zijn veel elementen uit de late jugendstil aangebracht in de vorm van sjabloonschilderingen op de plafonds.
De woning, inclusief het later gebouwde achterhuis, zijn erkend als rijksmonument onder meer vanwege het zeer gave interieur en vanwege de betekenis van dit type woningen voor de geschiedenis van de vervening in het Drents-Groningse veenkoloniale gebied. Ook de ligging aan het - inmiddels gedempte - Zuiderdiep, een van de monden, zijkanaal van het Stadskanaal midden in het veengebied, speelde een rol bij de aanwijzing tot rijksmonument.
Het pand is gekocht door de stichting Het Drentse Landschap en in 2010/2011 geheel gerestaureerd. Bij de restauratie is een van de drie vensters op de bovenverdieping vervangen door het grote venster en is de daklijst erboven omhoog getrokken. Sinds november 2011 wordt de vroegere vervenerswoning gebruikt als streekmuseum door de Stichting Cultuur Historische Waarden in de Drentse Veenkoloniën.